# Paraepepeotes
Paraepepeotes is een kevergeslacht uit de familie van de boktorren (Cerambycidae). De wetenschappelijke naam van het geslacht werd voor het eerst geldig gepubliceerd in 1935 door Pic.

## Soorten
Paraepepeotes omvat de volgende soorten:
- Paraepepeotes affinis Breuning, 1938
- Paraepepeotes albomaculatus (Gahan, 1888)
- Paraepepeotes breuningi Pic, 1935
- Paraepepeotes gigas (Aurivillius, 1897)
- Paraepepeotes guttatus (Guérin-Méneville, 1844)
- Paraepepeotes isabellinoides Breuning, 1960
- Paraepepeotes marmoratus (Pic, 1925)
- Paraepepeotes szetschuanicus Breuning, 1969
- Paraepepeotes togatus (Perroud, 1855)
- Paraepepeotes websteri (Jordan, 1898)
- Paraepepeotes westwoodii (Westwood, 1848)